# Смедеревски санџак
Смедеревски санџак (тур. Semendire Sancağı) или Београдски пашалук (тур. Belgrad Paşalığı) је назив за управну јединицу Османског царства, формирану након пада Српске деспотовине, у којој су касније избили Први и Други српски устанак. Београдски пашалук је домаћи колоквијални назив за ову територију, а њен званичан назив је у ствари био Смедеревски санџак. Међу Османлијама Смедеревски санџак је такође био познат и као област Морава (незваничан назив).  Становништво Смедеревског санџака између 1739. и 1839. порасло са око 30.000 на око 300.000-400.000. На основу данашњих процена Смедеревски санџак је у тренутку избијања Првог српског устанка имао око 400.000 становника, од којих су око 40-50.000 били муслимани (највећим делом српског језика).

## Назив
Забуна у вези са званичним називом Смедеревског санџака је један од великих пропуста домаће историографије, а историјски нетачан назив Београдски пашалук је касније нашао пут и до страних историчара. Београдски пашалук као појам не постоји у османском систему управе. Јачањем улоге београдске тврђаве и вароши, пре свега у стратегијском смислу, довело је до премештања седишта санџака из Смедерева у Београд. Београдски  паша, везир Смедеревског санџака (смедеревски санџакбег), столовао је у Београду и истовремено је био и мухафиз (заповедник тврђаве) Београда. Као мухафиз Београда он је имао војну власт над осталим санџацима или њиховим деловима, фактички обухватајући остатак данашње средишње Србије и велики део Косова и Метохије. Овлашћења мухафиза су током 18. века проширена и неким цивилним овлашћењима, па је тако мухафиз одлучивао у неким споровима у Пироту на крају 18. века. Цео тај простор који је у ма којој функцији држао београдски мухафиз илити смедеревски санџакбег постали су у каснијој српској литератури ,,Београдским пашалуком". Управитељ је носио титулу мутесариф Смедеревског санџака, и титулу београдског мухафиза.

## Историја

### 15.век
Смедеревски санџак основан је непосредно након пада Српске деспотовине (1459. године). Већина спахија на простору Смедеревског санџака у 15. веку је била православна.   
Османски извори указују на сеобу „Влаха“ (пастира) у Смедеревски санџак и делове Крушевачког и Видинског санџака.Године 1470. због борби са Мађарима многе области северне Србије остале су пусте. Османлије су почеле да колонизују то подручје са Србима као војним елементом, а ова колонизација је обухватила целу територију Смедеревског санџака, већи део Крушевачког и Видинског санџака. Срби у том крају су дошли из Босне, Херцеговине и Црне Горе. 
Године 1476. било је 7.600 влашких породица и 15.000 ратарских породица.

### 16.век
Након османског освајања Београда (1521. године) управа Смедеревског санџака је премештена у Београдску тврђаву. До 1541. године Смедеревски санџак је био у саставу Румелијског и Силистријског, а у краја XVII в. Будимског беглербеглука (познатог и као ејалет). До краја 1537. године, смедеревски санџак бег је управљао и освојеним земљама на подручју Угарске и Славоније, а Сремом је управљао до 1541. године.   

### 18.век
Након 1699. године, санџак је поново укључен у Румелијски пашалук, а прикључени су му и југоисточни делови Срема, односно остаци некадашњег Сремског санџака. У Београду је, у време Османског царства, постојало 273 џамије и месџида (посебне исламске богомоље) (Путописи Евлије Челебије из 17. века). У време аустријске владавине (1717—1739) срушен је велик број џамија. Смедеревски санџак је после 1739. године преустројен по систему који је дао значајну улогу српским кнезовима. Кнезови су одржавали везе са Хабзбуршком Монархијом, због трговине (врло је могуће да је трговина Смедеревског санџака са Хабзбуршком Монархијом била обимнија неголи са околним санџацима). Кнезови  су успели да направе својеврсни савез елита са Хаџи Мустафа-пашом после 1793. Хаџи Мустафа-паша је био месни фактор децентрализације, а јерлије/јамаци (тзв. јаничари српских извора, вођени дахијама) су покушавали да заведу редовно стање у санџаку.  

### 19.век
Године 1801-1804. овом су облашћу завладали јањичарски одметници — дахије. На територији Смедеревског санџака избили су Први и Други српски устанак 1804. и 1815. године. По утврђивању Српског књажества као фактички нове државе, средиште Смедеревског санџака је Ниш који то остаје све до ослобођења овог града и његовог прикључења српској држави 1878.

## Управна подела
У формално правном смислу, Смедеревски санџак је припадао Румелијском ејалету са седиштем у Софији. Крајем XVIII в. Смедеревски санџак се делио у 12 нахија, које ће остати до избијања Првог српског устанка: београдска, смедеревска, пожаревачка, ћупријска, јагодинска, крагујевачка, ужичка, ваљевска, шабачка, рудничка, сокоска и боравичка. Постојеће стање, укључујући унутрашње и спољне границе није мењано у реалполитичком смислу до аутономије Кнежевине Србије, иако се османска бирократија придржавала утврђене терминологије до стицања независности Србије. Тиме је и формално-правно Смедеревски санџак престао да постоји 1878.
Током година, Смедеревски санџак је често мењао матичну управну јединицу:
- Румелијски вилајет (1459-1541)
- Будински вилајет (1541-1686)
- Темишварски вилајет (1686-1688)
- Хабсбуршка окупација (1688-1690)
- Темишварски вилајет (1690-1716)
- Румелијски вилајет (1716-1717)
- Хабсбуршка Краљевина Србија (1718-1739)
- Румелијски вилајет (1739-1817)

## Демографија
Већина муслимана словенског порекла су у Смедеревском санџаку били имигранти. Имиграцију су углавном сачињавали пољопривредници, али је такође било и крупних феудалаца, војника, званичника порте, од којих су неки били на веома високим позицијама у администрацији царства.
Удео муслиманског становништва је драстично опао крајем 17. и почетком 18.века, након великог прилива Срба (Хришћана) из околних територија, превасходно из Динарских области.

## Економија
Смедеревски санџак је био један од шест најразвијенијих отоманских санџака у погледу бродоградње (поред Видина, Никопоља, Пожеге, Зворника и Мохача). 

## Санџакбегови
Смедерево
- Али-бег Михалоглу (1459–1507)
- Синан-паша Боровинић (1507-1513)
- Бали-бег Јахјапашић Малкочоглу (1513-1521)

Београд
- Ферхад-паша Далматинац (1521-1524)
- Бали-бег Јахјапашић Малкочоглу (1524-1527), (1530-1534)
- Гази Кисан Мехмет-паша Малкочоглу (1527-1529), (1535-1543)
- Турали-бег (1550)
- Бајрам-бег (1557-1564)
- Aрслан-паша Јахјапашић (1564-65)
- Ејнехан-бег (1585-1590)
- Сејди Ахмет-паша (1658-1660)
- Исмаил-паша Босанац (1660-1664)
- Абдурахман Абди-паша Арнаут (1671-1686)
- Јеген Осман-паша (1688-1689)
- Морали Али-паша (1698-1700)
- Хаџи Халил-паша (1716-1717)
- Јахја-паша Хатибзаде (1746-1748), (1754-1755)
- Абди-паша (1788)
- Осман-паша (1789)
- Ебу Бећир-паша (1791-1792)
- Шашит-паша (1792-1793)
- Хаџи Мустафа-паша (1793–1801)
- Хасан-паша (1801)
- Гурчу Осман-паша (1802-1803)
- Бећир-паша (1804-1805)
- Сулејман-паша Скопљак (1806-1813)
- Осман-паша Скопљак (1813–1815)
- Марашли Али-паша (1815–1821)
- Абдурахман-паша (1821—1826)
- Хусеин-паша Гаванозоглу (1827-1833)
- Мехмед Веџихи-паша (1833-1835)
- Јусуф Мухлис-паша (1835-1839)
- Мехмед Хусреф-паша (1839-1840)
- Мехмед Ћамил-паша (1840-1842)
- Ћеркес Хафиз-паша (1842-1845)
- Хасан-паша Чешмели (1848-1850)
- Aли Риза-паша (1864-1867)